# Mimosybra negrosensis
Mimosybra negrosensis là một loài bọ cánh cứng trong họ Cerambycidae.